# Toni Nieminen
Toni Nieminen (Lahti, 31 de maio de 1975) é um ex-saltador de esqui finlandês que competiu entre 1991 e 2004. Ele é o campão olímpico de inverno mais jovem da história, tendo conquistado sua primeira medalha de ouro aos 16 anos e 261 dias.